# Wooser no sono higurashi
Wooser no sono higurashi (うーさーのその日暮らし?, Ūsā no sono higurashi), anche nota come Wooser's hand-to-mouth life, è una serie televisiva anime in computer grafica creata dallo studio Sanzigen e basata su una breve colonna di rivista di Yoshiki Usa e Tomoko Fujinoki, il primo dei quali era in precedenza un membro del gruppo Supercell. La serie è andata in onda su TV Tokyo tra il 3 ottobre e il 19 dicembre 2012 e allo stesso tempo è stata trasmessa in streaming su Nico Nico Douga e Crunchyroll. Una seconda stagione è stata trasmessa in Giappone tra il 7 gennaio e il 25 marzo 2014. Una terza stagione ha avuto inizio il 3 luglio 2015.

## Personaggi
Wooser (うーさー?, Ūsā)
Doppiato da: Mamoru Miyano
Un misterioso animale giallo che vive su Internet. Ha tre punti sulla faccia, rappresentanti gli occhi e il naso. Nonostante abbia un aspetto piuttosto tenero ed innocente, adora i soldi, la carne, le ragazze e le uniformi scolastiche femminili.
Rin (りん?)
Doppiata da: Minori Ozawa
Una ragazza obbediente nella cui casa Wooser fa quel che gli pare e piace.
Len (れん?, Ren)
Doppiata da: Haruka Nagamune
La sorella gemella di Rin.
Darth Wooser (ダスウサ?, Dasu Usa)
Doppiato da: Hiroshi Kamiya
Un misterioso animale nero dall'aspetto molto simile a quello di Wooser.
Yū (ゆう?)
Doppiata da: Tia
Una compagna di classe di Rin e Len.
L'animale il cui nome non dev'essere detto (名前を呼んではいけないあの動物?, Namae o yonde wa ikenai ano dōbutsu)
Doppiato da: Jun'ichi Suwabe
Un animale simile a un uccello bianco che viene sempre visto in compagnia di Yū.
Miho (みほ?)
Doppiata da: Yuri Sato
Un'altra compagna di classe di Rin e Len.
Ajibon (あじぼん?)
Doppiato da: Nana Mizuki
Un procione che viene sempre visto in compagnia di Miho.

## Produzione
La prima serie è andata in onda sulle televisioni giapponesi dal 3 ottobre al 19 dicembre 2012, per poi essere trasmessa in streaming su Crunchyroll a partire dall'11 dicembre dello stesso anno. La sigla finale è Love Me Gimme (ラブミーギミー?, Rabu Mī Gimī) di Tia. Un episodio OAV è stato pubblicato insieme al tredicesimo volume Blu-ray Disc il 22 marzo 2013. La seconda stagione dell'anime, intitolata Wooser no sono higurashi: kakusei-hen (うーさーのその日暮らし 覚醒編?, Ūsā no sono higurashi: kakusei-hen), ha iniziato la trasmissione televisiva il 7 gennaio 2014 per poi terminare il 25 marzo. La terza stagione, Wooser no sono higurashi: mugen-hen (うーさーのその日暮らし 夢幻編?, Ūsā no sono higurashi: mugen-hen), è andata in onda invece dal 3 luglio al 25 settembre 2015.

### Episodi
| Nº | Titolo italiano (traduzione letterale) Giapponese 「Kanji」 - Rōmaji               | In onda          | In onda |
| Nº | Titolo italiano (traduzione letterale) Giapponese 「Kanji」 - Rōmaji               | Giapponese       |         |
| 1  | Carne, panda e Wooser 「肉とパンダとうーさーと」 - Niku to panda to Ūsā to         | 3 ottobre 2012   |         |
| 2  | Stella, roccia e Wooser 「星とロックとうーさーと」 - Hoshi to rokku to Ūsā to      | 10 ottobre 2012  |         |
| 3  | Ricchezza, autorità e Wooser 「富と権威とうーさーと」 - Tomi to ken'i to Ūsā to    | 17 ottobre 2012  |         |
| 4  | Moe, rap e Wooser 「萌とチェケラとうーさーと」 - Moe to chekera to Ūsā to          | 24 ottobre 2012  |         |
| 5  | Orsi, buongustaio e Wooser 「熊とグルメとうーさーと」 - Kuma to gurume to Ūsā to   | 31 ottobre 2012  |         |
| 6  | Mare, costumi da bagno e Wooser 「海と水着とうーさーと」 - Umi to mizugi to Ūsā to | 7 novembre 2012  |         |
| 7  | Foreste, bagni e Wooser 「森とお風呂とうーさーと」 - Mori to ofuro to Ūsā to       | 14 novembre 2012 |         |
| 8  | Noia, macchine e Wooser 「暇とマシンとうーさーと」 - Hima to mashin to Ūsā to      | 21 novembre 2012 |         |
| 9  | Insetti, maschere e Wooser 「虫と仮面とうーさーと」 - Mushi to kamen to Ūsā to     | 28 novembre 2012 |         |
| 10 | Soldi, magia e Wooser 「金と魔法とうーさーと」 - Kane to mahō to Ūsā to            | 5 dicembre 2012  |         |
| 11 | Fantasmi, opera e Wooser 「霊とオペラとうーさーと」 - Rei to opera to Ūsā to       | 12 dicembre 2012 |         |
| 12 | Amore, addio e Wooser 「愛と別れとうーさーと」 - Ai to wakare to Ūsā to            | 19 dicembre 2012 |         |